# Josef Bonaventura Pitter

Josef Bonaventura Pitter OSB

Josef Bonaventura Pitter (* 5. November 1708 in Třebechovice pod Orebem; † 15. Mai 1764 in Rajhrad) war ein böhmischer Mönch und Historiker. Er ist vor allem als Sammler historischer Dokumente hervorgetreten.

## Leben
Pitter stammte aus einer armen Familie. Sein Vater war Landwirt und ging nebenher dem Töpferhandwerk nach. Ein Onkel namens Eleutherius Lochmann, Franziskaner aus Hostinné, brachte den jungen Pitter als Chorknaben im Stift Broumov unter und ließ ihn dort die Humaniora absolvieren. Nach bestandenem Noviziat legte Josef Pitter 1727 oder 1728 in Broumov die Ordensgelübde ab und erhielt den Ordensnamen Bonaventura. Anschließend studierte Pitter im Stift Břevnov Philosophie und Theologie und wurde 1733 zum Priester geweiht. Er arbeitete als Lehrer in Břevnov und Police nad Metují. 1746 erhielt er den Posten eines Sekretärs, Bibliothekars und Archivars des Benediktinerordens in Böhmen, Mähren und Schlesien. 
1756 wurde Pitter nach Wien entsandt, um seinen Orden im Streit mit dem Prager Erzbischof zu vertreten. Er machte dort die Bekanntschaft des Hofarchivars Theodor Anton Taulow von Rosenthal, erhielt den Titel eines „k. k. böhmischen Historiographen“, wurde Beichtvater Maria Theresias und auf deren Zuspruch noch im gleichen Jahr zum Propst und Prälaten der Abtei Rajhrad gewählt. Dort verbrachte er seine restlichen Lebensjahre. Pitter starb 1764 in Rajhrad nach zweijähriger Krankheit. 

## Werk
Pitter beschäftigte sich seit seinem Studium mit der Geschichtswissenschaft. Sein besonderes Interesse galt der Diplomatik. Nur fünf seiner Werke erschienen im Druck. Daneben hinterließ er 25 Manuskripte und eine reiche Sammlung von Urkunden des Benediktinerordens, älterer böhmischer Geschichtsschreiber und Klosterchroniken. Zeitgenossen wie František Martin Pelcl und Historiker der Aufklärung wie Josef Dobrovský äußerten Anerkennung über Pitters Lebenswerk, aber auch Bedauern, dass er seine Sammlung nicht stärker für die Öffentlichkeit erschließen konnte.
Gedruckte Werke:
- Hlas na výsosti (1748)
- Pietas Benedictina (1751)
- Řehole aneb zákon sv. otce Benedikta opata (1760)
- Thesaurus absconditus in agro Brevnoviensi (1762)
- Venceslai a Chwaletitz Benedictini Rejhrad. Tractatus de passione et morte Domini Nostri Jesu Christi (1764)